# Альгірдас Бразаускас
Альгірдас Міколас Бразаускас (лит. Algirdas Brazauskas; нар. 22 вересня 1932, Рокишкіс, Литва — пом. 26 червня 2010, Вільнюс, Литва) — литовський політик лівого спрямування. прем'єр-міністр (2001—2006) і президент (1993—1998) Литовської республіки.

## Біографія
Альгірдас Бразаускас народився 22 вересня 1932 року в родині службовців в містечку Рокишкіс на північному сході Литви. У 1951 році закінчив середню школу в Кайшядорісі. З 1951 до 1956 року — студент Каунаського політехнічного інституту за фахом інженер-гідротехнік, пізніше отримав ступінь доктора економічних наук (1974).
З 1956 до 1960 року служив термінову службу у Військово-морському флоті СРСР на борту фрегатів «Рига» та «Росомаха». Після служби у ВМФ працював у різних будівельних організаціях, керував будівництвом Каунаської гідроелектростанції.
У 1965 році призначений міністром промисловості будівельних матеріалів Литовської РСР. З 1967 до 1977 року працював першим заступником голови Держплану Литовської РСР.
Згодом він став впливовим членом Комуністичної партії Литви, ініціювавши її відділення від КПРС. З 31 травня 1977 до 20 жовтня 1988 року — секретар Центрального комітету Комуністичної партії Литви. 20 жовтня 1988 року Бразаускас був вибраний першим секретарем Центрального комітету Комуністичної партії Литви. Його кандидатуру на цю посаду підтримав рух національного відродження «Саюдіс».
Через рік під керівництвом Бразаускаса Комуністична партія Литви підтримала рух Литви до незалежності і трансформувалася в партію соціал-демократичного типу — Демократичну партію праці Литви.
На початку 1990 року його обрали депутатом Верховної Ради, він став підписантом Акту про незалежність Литви 11 березня 1990 року, в першому уряді Казимири Прунскене обіймав посаду заступника прем'єр-міністра.
Після розпаду СРСР і виходу Литви зі складу союзної держави Бразаускас продовжив політичну діяльність. На парламентських виборах в жовтні 1992 був обраний членом Сейму, став головою Сейму і три місяці виконував обов'язки президента Литви. 14 лютого 1993 року Бразаускас був обраний президентом Литви. В період його президентства Литва почала шлях в Європейський Союз і НАТО.
Висувати свою кандидатуру на другий термін Бразаускас відмовився, пояснивши цей крок тим, що він, колишній діяч радянського періоду, більше не може діяти на політичній арені незалежної Литви.
Проте через декілька років Бразаускас повернувся в активну політику. У 2000 році він взяв участь в створенні коаліції лівих і центристських партій.
На об'єднувальному з'їзді в січні 2001 року Демократична партія праці Литви і Соціал-демократична партія Литви (СДПЛ) об'єдналися. Головою нового об'єднання, Соціал-демократичної партії Литви, був вибраний Бразаускас.
У липні того ж року після розпаду правоцентристської коаліції і відставки 11-го уряду Сейм затвердив Бразаускаса на посаді прем'єр-міністра. Прем'єром він залишався і після виборів 2004 року, коли очолювана ним партія створила урядову коаліцію. Посаду прем'єра обіймав до літа 2006 року, і залишив посаду внаслідок урядової кризи.

## Нагороди та відзнаки
Бразаускас був почесним доктором Вільнюського технічного університету імені Ґедиміна, Київського університету (1994), Мінського гуманітарного університету і Каунаського технічного університету. Він був нагороджений вищими орденами 15 держав, іншими відзнаками і нагородами.
- Золотий ланцюг ордена Трьох зірок (Латвія)
- Орденський ланцюг хреста Маар'ямаа (Maarjamaa Risti orden, Естонія)
- Орден Білого орла (Польща, 1996)
- Орден князя Ярослава Мудрого I ступеня (Україна, 1998)
- Великий хрест ордена Почесного легіону (Франція)
- Ланцюг ордена Білої троянди (Фінляндія)
- Орден Серафимів (Seraphimerorden, Швеція)
- Орден Слона (Elephantordenen, Данія)
- Великий Хрест ордена Спасителя (Греція)
- Командорський хрест ордена «За заслуги» (Греція)
- Великий хрест ордена «За заслуги» (Норвегія)
- Великий хрест декорований стрічкою ордена «За заслуги перед Італійською Республікою» (Італія)
- Ланцюг ордена бюста Спасителя (Уругвай)
- Великий хрест ордена Визволителя Сан-Мартіна (Аргентина)
- Великий хрест Республіки (Уругвай)
- Орден Пошани (Росія, 16 червня 2010)